# Metamorfosi delle piante
La Metamorfosi delle Piante è un saggio scritto da Johann Wolfgang von Goethe nel 1790, col quale egli riconobbe l'omologia delle componenti di piante diverse, e soprattutto quella di fasi successive della vita di una stessa pianta (petali e foglie). Questo saggio rientra nel corpus della cosiddetta scienza goethiana.
Nella tradizione tedesca della "Naturphilosophie", sviluppatasi nella nascente filosofia idealistica, l'omologia venne interpretata da Goethe come una manifestazione dell'unità della natura, conseguentemente i componenti omologhi si svilupperebbero a partire da un'idea archetipa originaria. Il successivo sviluppo della biologia ha interpretato questa "idea archetipa" come corrispondente all'informazione codificata in una omologa struttura genetica.
Goethe riteneva cioè che le parti e il tutto fossero inseparabili, e non potessero essere compresi nell'ottica del meccanicismo atomistico derivante dalla «cattiva metafisica di Newton», perché «la misurazione è un'azione grossolana».
La teoria di Goethe è annoverata tra i precursori dell'evoluzionismo, benché i suoi studi sulla natura dei componenti del fiore come prodotti dalla metamorfosi delle foglie divergano da quelli di Darwin.
Le intuizioni di Goethe, per alcuni versi anticipatrici di alcuni sviluppi della scienza, vennero perciò sviluppate in un contesto di pseudoscienza, secondo L. Geymonat la "Naturphilosophie" ha costituito  un "torbido abbandono alle forze sfrenate della fantasia, ..., che ha prodotto le più ridicole assurdità che mai uomo di scienza moderno abbia udito nel campo di sua competenza.

## Contenuto
(Goethe, Origine del saggio sulla metamorfosi delle piante, 1817)
Secondo Goethe l'infinita varietà delle piante diffuse sulla terra non sarebbe apparsa di getto, in maniera statica, ma sarebbe l'espressione di un'unica «pianta-tipo» originaria (die Urpflanze), che egli contrapponeva alla rigida suddivisione in generi e specie imposta dai botanici del suo tempo.
| Metamorfosi delle piante Capitoli |
| --- |
| • Introduzione 1. Dei cotiledoni 2. Sviluppo delle foglie dello stelo da un nodo all'altro 3. Passaggio allo stato d'infiorazione 4. Formazione del calice 5. Formazione della corolla 6. Formazione degli stami 7. Nettari 8. Ancora qualche cenno sugli stami 9. Formazione dello stilo 10. Dei frutti 11. Dell'involucro immediato del seme 12. Ricapitolazione e transizione 13. Delle gemme e del loro sviluppo 14. Formazione dei fiori e dei frutti composti 15. Rosa prolifera 16. Garofano prolifero 17. Teoria di Linneo sull'anticipazione 18. Riepilogo |

La morfologia di Goethe, difficilmente riconducibile a una precisa dottrina filosofica, si basa in particolare su due concetti fondamentali: il tipo e la metamorfosi.

### Tipo

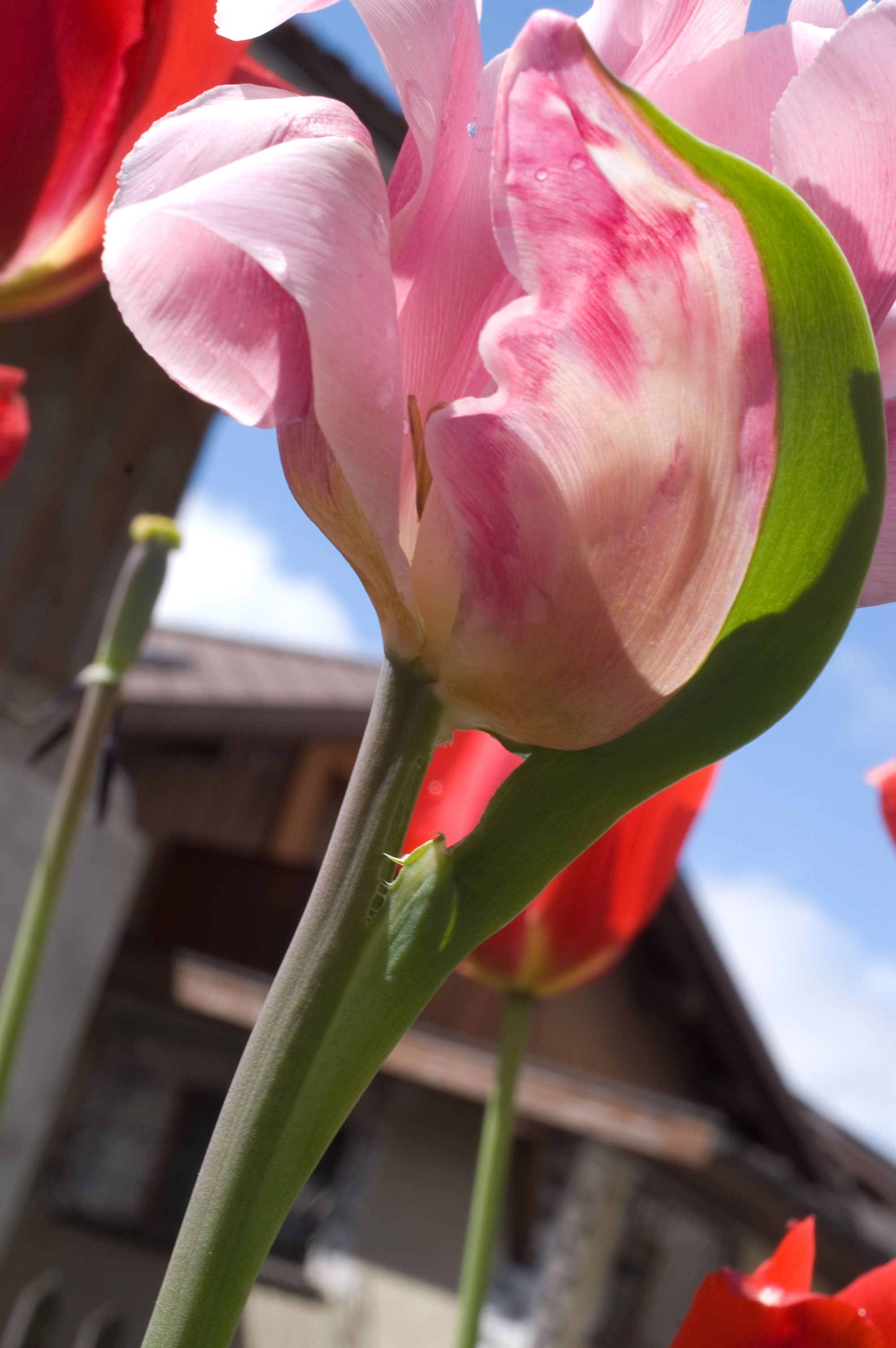
Un tulipano, dove stelo, foglia e petalo sono fusi insieme.

Secondo Goethe le diverse parti di cui è composta una pianta non stanno tra di loro in un semplice rapporto di causalità meccanica: il modo in cui ad esempio si sviluppano le foglie o i petali non è determinato dall'aspetto o dalla conformazione delle radici, ma sia gli uni che le altre sottostanno ad un complesso di leggi formative, il quale non è qualcosa di tangibile o percepibile agli occhi. Si tratterrebbe piuttosto di un quid immateriale, afferrabile soltanto col pensiero, ma osservabile nella forma, nei colori, o nella grandezza dei vari organi. Questo quid rappresenterebbe appunto il prototipo della pianta, le cui infinite e diverse estrinsecazioni tangibili consistono in un adattamento alle differenti condizioni ambientali in cui esso si imbatte di volta in volta.
Tutti gli organi di ogni pianta sarebbero costruiti secondo il medesimo principio formativo, al punto che ogni singola parte conterrebbe in potenza l'intero; le diverse parti, in tal modo, sarebbero in relazione tra di loro, e ognuna con il tutto. Goethe considera in particolare la foglia come l'organo principale in cui consiste la pianta, la quale deriva dalla capacità di metamorfosi di quella: foglie superiori ed inferiori, ma anche petali, stami e pistilli, non sarebbero che foglie metamorfosate, cioè trasformazioni di un medesimo organo.

### Metamorfosi
Secondo il pensiero di Goethe nei diversi stadi evolutivi di questa ipotizzata metamorfosi della pianta-tipo prevarrebbero alternativamente due forze: una di concentrazione in un'entità ristretta, e una di espansione e dispiegamento.
Nel seme si avrebbe la massima contrazione della pianta in un punto, mentre nelle foglie si avrebbe la prima manifestazione della sua forza espansiva. Nel calice del fiore questa tornerebbe a restringersi, per poi dispiegarsi nuovamente nella corolla. Gli stami e il pistillo rappresenterebbero  una forma ulteriore di concentrazione, che si espanderebbe successivamente nel frutto.
L'alternarsi della medesima forza vitale della pianta, che Goethe chiama entelechia, sarebbe quindi ripetuta attraverso queste tre fasi:
1. seme – foglie
2. calice – corolla
3. stami e pistillo – frutto

Dal frutto essa torna infine a celarsi nel seme.

## Influenza postuma

### Mondo scientifico
Accolta già all'inizio con difficoltà dal mondo scientifico, l'opera di Goethe ha influenzato alcuni botanici della prima metà del XX secolo:  Adolph Hansen (1907), Wilhelm Troll (1926), Agnes Arber (1946), si rifecero ad essa nelle loro ricerche sullo studio della morfologia delle piante.
Secondo il biologo tedesco  Ernst Haeckel, la teoria dell'evoluzione sviluppata da Charles Darwin avrebbe punti di contatto con la concezione goethiana della natura, nel sostenere che la varietà di generi e specie vegetali non è qualcosa di fisso e statico, ma è il risultato mutevole della loro adattabilità all'ambiente. Da diversi punti di vista sono state evidenziate tuttavia le differenze tra Darwin e Goethe  È stato rilevato come Darwin, a differenza di Goethe, interpretasse i fattori dell'ambiente esterno come delle cause meccaniche in grado di modificare tramite la selezione naturale gli organismi, mentre il poeta tedesco considerava questi fattori soltanto come l'occasione perché le forze della pianta-tipo si manifestassero ora in una direzione, ora in un'altra.

### Filosofia steineriana
L'opera di Goethe fornì un contributo fondamentale al pensiero del filosofo ed esoterista Rudolf Steiner, che ne aveva curato l'edizione all'interno dell'Opera Omnia di Goethe. 
Steiner la elogiò con queste parole:
(Rudolf Steiner, Le opere scientifiche di Goethe, § I, pag. 14, Fratelli Bocca Editori, Milano 1944)
L'esoterista e teosofo Rudolf Steiner vide nella capacità delle teorie di Goethe di immergersi dentro l'essenza delle forme, non astraendola dagli oggetti ma «come se formassero gli oggetti stessi», una delle caratteristiche principali della scienza goethiana, da lui ulteriormente rielaborata.

### Traduzioni italiane
- Saggio sulla metamorfosi delle piante di G. W. Goethe tradotto da Pietro Robiati, Pirotta, 1842
- La metamorfosi delle piante, trad. di Giovanni Castelli, Siena, Lazzeri, 1907
- La metamorfosi delle piante e altri scritti sulla scienza della natura, trad. di Stefano Zecchi, Milano, Guanda, 1983